# Sofía Okunevska
Sofía Okunevska (en ucraniano: Софія Окуневська-Морачевська; Dovzhanka, 12 de mayo de 1865-Leópolis,  24 de septiembre de 1926) fue una médica, escritora y feminista ucraniana.

## Biografía
Sofía nació el 12 de mayo de 1865 en el pueblo de Dovzhanka, cerca de Ternópil.Se le permitió asistir a la escuela secundaria, lo cual era inusual para las niñas en ese momento, y se graduó en 1886 con muy buenas notas. Dado que el Imperio austrohúngaro no admitía mujeres en las universidades, en 1887 Sofía y su cuñada Natalia Kobrinska ingresaron a la educación superior en Suiza; Kobrinska estudió economía y Okunevska estudió en la facultad de medicina de la Universidad de Zúrich. En 1896, se convirtió en la primera mujer que se graduó de la universidad y se convirtió en médica en el Imperio austrohúngaro, siendo la primera doctora ucraniana. A pesar de esto, Sofía tuvo siempre dificultades para encontrar trabajo por el hecho de ser mujer.
Al mismo tiempo, bajo el seudónimo de “Yeryna”, publicó historias sobre la vida urbana en la antología “La primera corona”, editada por las activistas por los derechos de las mujeres Natalia Kobrinska y Olena Pchilka. Okunevska también fue una activista pública y una figura importante del movimiento feminista en Galitzia y Austria-Hungría.También fue co-iniciadora de la creación de la "Comisión Médica", el primer sindicato de médicos de Ucrania occidental. 
En 1890 se casó con el estudiante polaco Vaclav Moraczewski y en 1896 nació su hijo Yuri. Ese mismo año, Okunevska presentó su tesis doctoral sobre los cambios en la sangre bajo la influencia de la anemia y se doctoró en medicina. Después del nacimiento de su hija Eva en 1898, la familia vivió en Suiza y en Karlovy Vary (actual República Checa) antes de que Sofía Okunevska comenzara a trabajar en un hospital de Leópolis. Allí es donde se especializó en ginecología e impartió cursos de obstetricia. Además, compiló un diccionario de terminología médica ucraniana, así como la historia sobre la vida urbana "Arena. ¡Arena!" y la obra "La servidumbre familiar en canciones y ceremonias nupciales".
Durante la Primera Guerra Mundial, Okunevska atendió a los soldados ucranianos heridos. Después de la guerra se divorció tras una infidelidad de Vaclav y abrió su propia pequeña consulta médica en Leópolis. Unos meses después del divorcio de sus padres, se suicidó su hija Eva Moraczewska, que estaba estudiando arquitectura en la Universidad Tecnológica de Zúrich. Esto hizo que Sofía entrara en depresión, comunicándose únicamente con los pacientes y su hijo, hasta que nació su nieta, que lleva su nombre. También fue la primera en utilizar la radioterapia en la lucha contra el cáncer en todo lo que era el Imperio austrohúngaro.
Okunevska murió en el hospital por una apendicitis purulenta, siendo enterrada en el cementerio de Lichakiv en Leópolis. 